# Museum of Childhood (London)

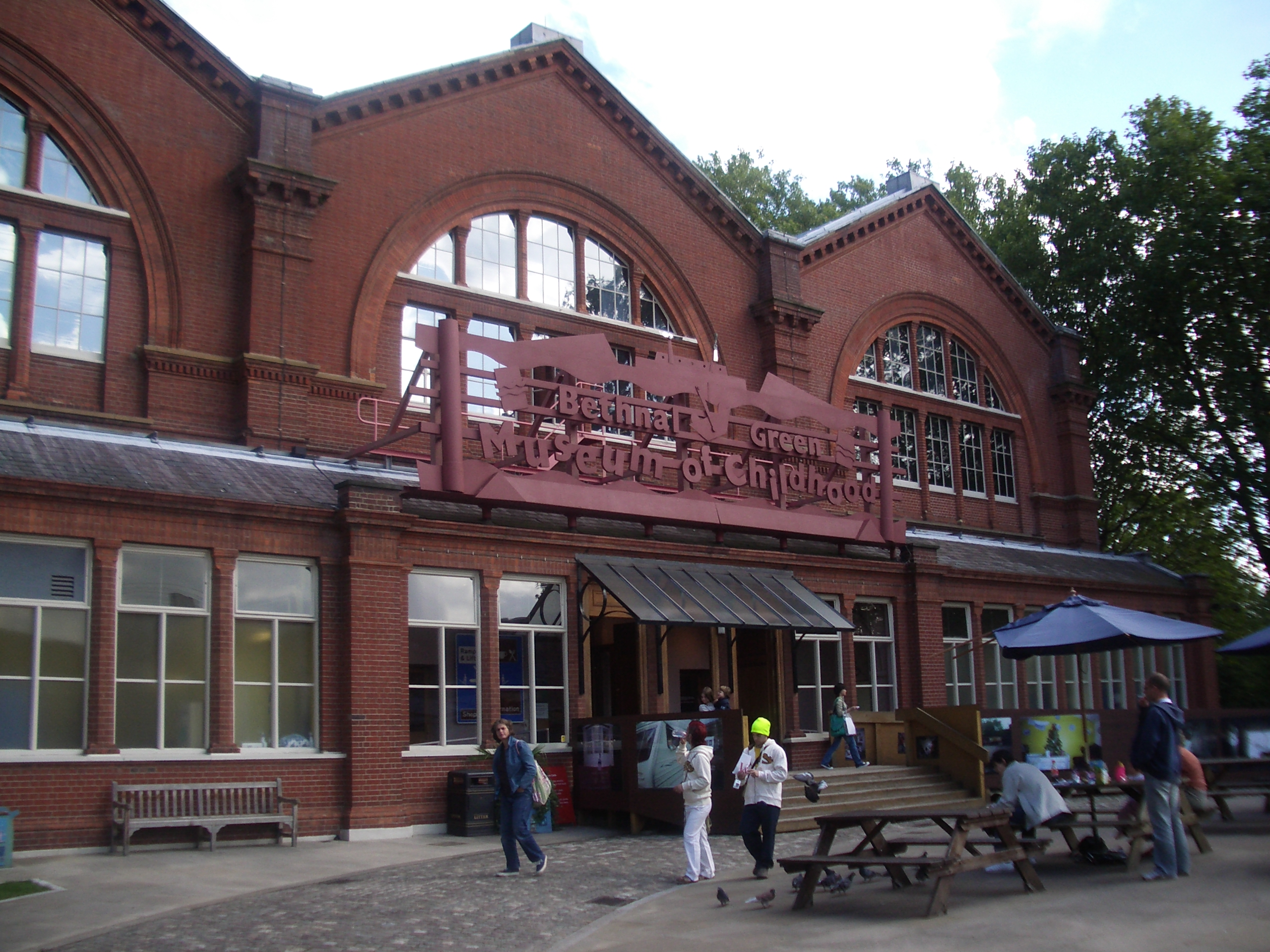
Das Museum of Childhood

Das Young V&A, bis 2023 Museum of Childhood, befindet sich im Osten von London, in Bethnal Green. Es ist ein Teil der Sammlung des Victoria and Albert Museums (Kurzform: V&A). Gegenwärtiger Direktor der Sammlungen ist Sir Roy Strong. 

## Geschichte
Das Museum wurde 1877 unter dem Namen Bethnal Green Museum gegründet. Einzug hielt dieses in einem vorgefertigten Gebäude. Dieses entstammte dem ehemaligen Komplex des Victoria and Albert Museums und befand sich in South Kensington. Nach dem Abbau erfolgte die Translozierung aus Albertopolis in den Osten Londons. 
Das Museum war aufgrund eines Umbaues und einer Erweiterung ab 2005 geschlossen. Seit Dezember 2006 ist das Museum wieder geöffnet.
Durch die Baumaßnahmen wurde ein neuer Eingangsbereich geschaffen. Weitere bauliche Änderungen betrafen die ständige Ausstellung und die Funktionsbereiche im Inneren der dreischiffigen Ausstellungshalle.
2019 wurde das Museum of Childhood von rund 387.000 Personen besucht. 2024 betrug die Besucherzahl etwa 596.000 Personen.

## Sammlung
Das Gebäude beherbergte in seiner bisherigen Geschichte sehr unterschiedlicher Ausstellungen.
Nach 1920 verlagerte sich das Thema der Ausstellungstätigkeit auf die Bildung und Erziehung von Kindern. Seit 1974 firmiert es speziell als Sammlung zum Thema der Kindheit. 
Das Museum zeigt und beschreibt insbesondere Dinge, die von und für Kinder gestaltet wurden. Die Sammlung des Museums umfasst Gegenstände wie Spiele und Spielsachen wie Puppen, Puppenstuben, Bekleidung für Kinder und vieles andere. Zur Sammlung gehört etwa eine Käthe-Kruse-Puppe, die Vera Buchthal, später Stephanie Shirley, 1939 auf den Kindertransport nach England mitnahm.
Darüber hinaus werden zeitlich begrenzte Ausstellungen gezeigt.